# Rivna, Peremîșleanî
Rivna (în ucraineană Рівна) este un sat în comuna Bolotnea din raionul Peremîșleanî, regiunea Liov, Ucraina.

## Demografie
Componența lingvistică a localității Rivna
     Ucraineană (100%)
Conform recensământului din 2001, toată populația localității Rivna era vorbitoare de ucraineană (100%).